# René Justrabo
René Léo André Justrabo, né le 15 juin 1917 à Mascara, en Algérie, et mort le 6 août 2013 à Dijon, en France, fut  maire de Sidi Bel Abbès de 1947 à 1953, et élu à l’Assemblée algérienne de 1948 à 1956. Il fut à l’origine des plus importantes infrastructures sociales de la ville : le centre de santé, l'hôpital qui sera baptisé Dr Hassani après l'indépendance.
Durant la guerre d'Algérie, suspecté d'être un sympathisant de l'indépendance, il est interné au camp de Lodi pendant trois ans et demi.

## Biographie
René Justrabo est né le 15 juin 1917 à Mascara, de Léopold Justrabo (1875-1955), épicier originaire du Gers et de Blanche Liottard (1883-1937), d’origine bavaroise.[réf. souhaitée]